# Bol'šoj Caryn
Bol'šoj Caryn (in russo Большо́й Цары́н?; in calmucco Ик Царың) è un villaggio della Russia, situato in Calmucchia. Appartiene al rajon Oktjabr'skij del quale è il centro amministrativo.
Il villaggio si trova 260 km a nord-est della città di Ėlista.